# Tecliform
A  Tecliform  é uma marca do Grupo Atlas Corporation.
O Grupo Atlas Corporation foi fundado em 1990 e incorpora um grupo de empresas que operam no mercado na Education, Professional Training, Consulting, Research and Developement e Franchising. O Grupo presta diferentes serviços a diferentes públicos-alvo em matéria de desenvolvimento de competências, onde pretende posicionar-se como um player de dimensão internacional, para o que conta já com diversas parcerias com empresas estrangeiras. Colaboram com o Grupo 75 profissionais.[carece de fontes?]
A Tecliform é uma das maiores Organizações do Mercado Interno, com Reconhecimento Nacional no Desenvolvimento de Competências Humanas e Profissionais levado a cabo pela Faculdade de Psicologia e Ciências da Educação da Universidade de Lisboa.
A Tecliform divide a sua intervenção em duas áreas: Training e Development. A primeira oferece serviços de formação profissional especializada, a segunda é o veículo para implementar modelos de gestão por competências nas organizações clientes, designadamente através de processos de avaliação e desenvolvimento de competências.[carece de fontes?]
A sua intervenção está no topo da cadeia da Gestão dos Recursos Humanos de qualquer organização. Para tal dispõe de metodologias e ferramentas de vanguarda e com utilização global. Quando foi criada, adquiriu parcerias e representações de empresas globais e de referência no sector de actuação. Através do Grupo Atlas Corporation, a Tecliform foi distinguida pela qualidade do seu desempenho e perfil de risco, como PME Líder 2012, no âmbito do Programa FINCRESCE. Na parceria para o ensino do Inglês para profissionais, Oxford University Press.